# 콤피엥가현

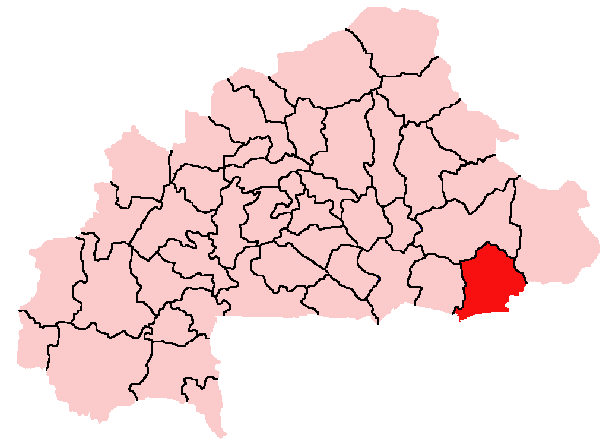
콤피엥가현의 위치

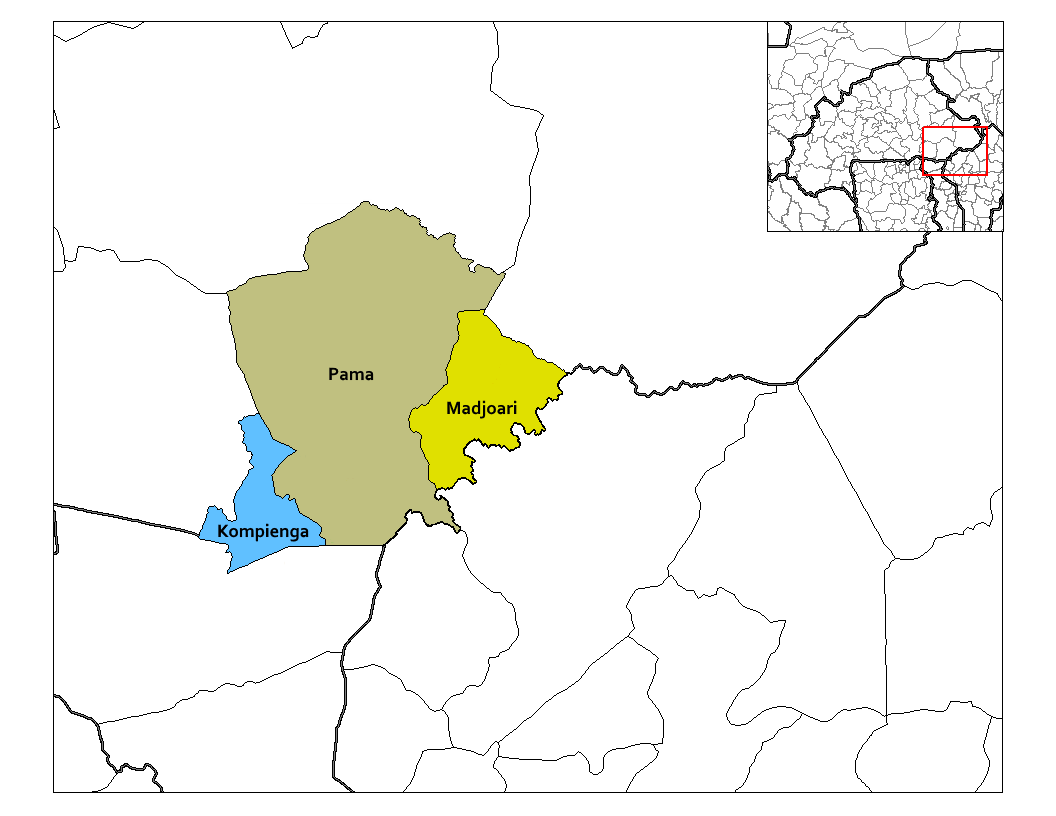
콤피엥가현의 행정 구역

콤피엥가현(프랑스어: Kompienga)은 부르키나파소 동부주에 위치한 현으로, 현도는 파마이며 면적은 7,029km2, 인구는 75,662명(2006년 기준)이다. 1개 군(파마군)을 관할한다.

## 같이 보기
- 서아프리카